# Евангелие процветания
Евангелие процветания, проповедь процветания или теология процветания (англ. prosperity gospel) — характерное для ряда харизматических протестантских течений, в первую очередь среди американских христиан-протестантов, учение о благополучии в земной жизни для верующих. Проповедь процветания не является отдельной религиозной организацией — это скорее комплекс идей, популярных прежде всего среди церквей пятидесятнического направления и других евангельских протестанских течений.
Последователи «проповеди процветания» верят, что за позитивные мысли, слова и поступки — прежде всего пожертвования церкви — они будут вознаграждены крепким здоровьем, богатством и счастьем. Согласно этим идеям, спасение относится не только к смерти и избавлению от вечных мук, но и к избавлению от бедности, болезней и других жизненных невзгод. По мысли проповедников процветания, Бог желает, чтобы люди были богаты и счастливы; бедность и болезни рассматриваются как «проклятия», которые можно преодолеть покаянием и верой в Иисуса. Популярность проповеди процветания росла на протяжении XX века и продолжает расти в XXI веке. 

## Учение
Проповедь процветания характерна для харизматов, но не ограничивается ими. Согласно этому учению, к материальному процветанию ведёт подлинная вера, это является признаком Божьего благословения. Это благословение может быть предопределено, а может быть результатом молитвы, особой заслуги, подвигом веры.
Проповедь процветания также предполагает, что каждый христианин может претендовать на богатую жизнь, важная роль отделяется исповеданиям веры (то есть, провозглашениям: "Я благословен",  «Я богат» и т.д.). Сторонники этой теории приводят такие библейские основания:

Ибо Господь, Бог твой, ведёт тебя в землю добрую, в землю, где потоки вод, источники и озёра выходят из долин и гор, в землю, где пшеница, ячмень, виноградные лозы, смоковницы и гранатовые деревья, в землю, где масличные деревья и мёд, в землю, в которой без скудости будешь есть хлеб твой и ни в чём не будешь иметь недостатка, в землю, в которой камни – железо, и из гор которой будешь высекать медь
— Втор. 8:18

Принесите все десятины в дом хранилища, чтобы в доме Моём была пища, и хотя в этом испытайте Меня, говорит Господь Саваоф: не открою ли Я для вас отверстий небесных и не изолью ли на вас благословения до избытка?
— Мал. 3:10

Я (Иисус) пришёл для того, чтобы имели жизнь и имели с избытком
— Ин. 10:10

Возлюбленный! молюсь, чтобы ты здравствовал и преуспевал во всём, как преуспевает душа твоя. Ибо я весьма обрадовался, когда пришли братия и засвидетельствовали о твоей верности, как ты ходишь в истине. Для меня нет большей радости, как слышать, что дети мои ходят в истине
— 3Ин. 1:2–4

Богатых в настоящем веке увещевай, чтобы они не высоко думали [о] [себе] и уповали не на богатство неверное, но на Бога живого, дающего нам всё обильно для наслаждения
— 1Тим. 6:17
Сторонники этой теории утверждают, что цель преуспевания — финансирование миссионеров, но критики заявляют, что это всего лишь замаскированное самодовольство, желание жить богато.

## Критика
Проповедь процветания подвергается жёсткой критике как в рамках критики харизматов вообще, так и само по себе.
- Пятидесятническая церковь Ассамблей Бога заявила об ошибочности этого учения[5][6].
- Пастор евангельской церкви Алмаз Александр Скрипак утверждает, что евангелие процветания пусто, обещает слишком мало, его обещания тщетны. Он говорит, что Бог не обещал в Библии, что все будут финансово преуспевать и что все будут здоровы.[4]
- На апологетическом сайте «Глазная мазь» обосновывается лживость (по мнению авторов, пишущих на сайте) данного учения.[7]
- В информационно-консультационном центре св. Иринея Лионского (православная церковь) данное направление считается сектантским.[8]
- Такого же мнения придерживается православный  сайт-апологетический центр «Ереси — нет!», считая харизматическое движение в целом, а евангелие преуспевания в частности ересью.[9]
- Теолог и пастор (баптист)  Джон Пайпер «чувствует ненависть» по отношению к данной идеологии, не считая её «истинным евангелием», относящимся к христианству.[10]
- Телеевангелист-харизмат Бенни Хинн принес извинения за распространение теологии процветания, звявив "в 2019 году я пришел к выводу, что не хочу участвовать в этом трюке, и до сих пор придерживаюсь этого мнения. Но, к сожалению, я позволил давлению охватить меня, и из-за этого давления я говорил и делал то, чего не должен был делать". В 2019 году он также приносил извинения за распространение идей теологии процветания, заявив, что не хочет чтобы его "называли учителем процветания. В Библии процветание – это одно, а в Слове Божьем есть нечто большее, чем просто процветание, но сейчас оно стало серьезной проблемой из-за связанных с ним уловок. Это нужно прекратить".[11]
- Проникновение отдельных элементов евангелия процветания (согласно мнению критиков) в риторику некоторых религиозных лидеров (в частности, патриарха Кирилла[12]) названо одной из причин, по которой «люди могут покинуть православную церковь».[13]

Редактор The Atlantic Ханна Розин обращала внимание на смещение ценностей в американской культуре — от старинной протестантской трудовой этики, требовавшей скромности и усердного труда, к желанию быстрого обогащения, и связывала «проповедь процветания» с ипотечным кризисом 2007 года в США: проповедь процветания подталкивала верующих американцев к рискованным кредитам и дорогим покупкам. Именно те географические районы и те слои населения, где связанные с проповедью процветания церкви были особенно успешны — пригороды у больших городов, где в США живут люди среднего класса, и места расселения бедняков внутри города — больше всего пострадали от изъятий ипотечной недвижимости. Проповедь процветания больше распространилась в штатах «Солнечного пояса», как Калифорния, Флорида и Аризона, и среди социально неблагополучных этнических меньшинств, как латиноамериканцы и афроамериканцы.